# Kutzenhausen (Németország)
Kutzenhausen település Németországban, azon belül Bajorországban. Lakosainak száma 2627 fő (2023. december 31.). Kutzenhausen Horgau és Diedorf községekkel határos.

## Népesség
A település népessége az elmúlt években az alábbi módon változott:
| Lakosok száma | 283  | 536  | 689  | 2034 | 2473 | 2436 | 2461 | 2489 | 2515 | 2627 |
|               | 1875 | 1950 | 1975 | 1987 | 2012 | 2014 | 2016 | 2017 | 2021 | 2023 |